# Les Miserables (Part I)
Les Miserables (Part I) è un cortometraggio muto del 1909. Il nome del regista non viene riportato nei credit, mentre appare quello di J. Stuart Blackton come supervisore.

## Produzione
Il film fu prodotto dalla Vitagraph Company of America.

## Distribuzione
Distribuito dalla Vitagraph Company of America, il film uscì nelle sale cinematografiche statunitensi il 4 settembre 1909.